# 超スーパーカー ガッタイガー
『超スーパーカー ガッタイガー』（ちょうスーパーカー ガッタイガー）は、1977年10月4日から1978年3月28日まで東京12チャンネル（現・テレビ東京）で放送されていたテレビアニメである。永和と日本経済広告社と東京12チャンネルの共同製作。全26話。放送時間は毎週火曜 19:30 - 20:00 （日本標準時）、第14話のみ日曜 17:00 - 17:30 に放送。

## 概要
1977年に児童の間を中心に巻き起こったスーパーカーブームを受け、その最盛期となった同年9月から10月にかけて、本作を含み『アローエンブレム グランプリの鷹』『激走!ルーベンカイザー』『とびだせ!マシーン飛竜』と、4作のスーパーカーを題材にしたアニメがスタートした。しかし、6か月以上放送が続いたのは『グランプリの鷹』だけであり、本作を含む残り3作は6か月以内で打ち切られた。
同時期に放送されたレースアニメの中では、主役メカがミサイルやカッターなどで武装した5台で合体するという最も荒唐無稽で、よりアニメ的なエンターテインメント路線を標榜した内容。他にも主人公チームのメンバーが「リーダー」「サブリーダー」「巨漢」「紅一点」「最年少」の5名で構成されている事、世界征服を企む敵組織（デモン一族）の存在など、『科学忍者隊ガッチャマン』（フジテレビ系）『秘密戦隊ゴレンジャー』（テレビ朝日系）などの集団ヒーロー物や、『超電磁ロボ コン・バトラーV』『超電磁マシーン ボルテスV』（共にテレビ朝日系）を彷彿とさせるロボットアニメ的フォーマットを多く使っていた。

## ストーリー
“太陽エネルギーエンジン”を搭載したスーパーカー・ガッタイガーのメイン操縦者となり、広樹・健・サチヨら仲間達と共に「タイガーチーム」を結成したF1レーサー・田淵錠。彼は、実父でありその開発者でもある田淵博士を殺した「デモン一族」に世界の平和を賭けた大レースを挑んでゆく。

## 登場人物

### タイガーチーム
田淵 錠（たぶち じょう）
声 - 水島裕
タイガーチームのリーダーで、センターマシーン&ガッタイガーのドライバー。太陽エネルギーエンジンの研究者である田淵博士の一人息子で、父を殺したデモン一族に復讐を誓う一方で、失踪中の母ハルエの事を気遣っている。しかし、その母が敵の一人であったことを知った時には相当ショックを受けていた。レーシングスーツの色は白。
田淵の姓の由来は、阪神タイガースの当時のスラッガー・田淵幸一から。
若月 サチヨ（わかづき サチヨ）
声 - 佐久間あい
タイガーチームの紅一点で、ライトマシーンのドライバー。若月雄三博士の娘である。錠を愛しているが、錠は彼女の事をチームメンバーとしか考えていない。レーシングスーツは赤いミニスカート。
若月 克己（わかづき かつみ）
声 - 菅原靖人
タイガーチームの最年少で、サチヨの弟。アップマシーンのドライバー。子供ながらも卓越した運転技術の持ち主。錠のことを「錠の兄貴」と呼び、鷹の太郎をペットにしている。レーシングスーツの色は黄。
五十嵐 健（いがらし けん）
声 - 亀井三郎
エンドマシーンのドライバー。チーム一の巨漢。インディアンの血をひいており、バンダナと羽を常に頭に着けている。レーシングスーツの色は茶。
速水 広樹（はやみ ひろき）
声 - 村山明
タイガーチームのサブリーダーで、レフトマシーンのドライバー。常に冷静な行動を取る。レーシングスーツの色は緑。
若月 雄三（わかづき ゆうぞう）
声 - 筈見純
タイガーチームの監督である工学博士。キャリアージェットの操縦も担当。田淵博士の親友で、田淵博士亡き後、太陽エネルギー・エンジンの研究に全力を注いでいる。若月 和子（わかづき かずこ）という妻がいる。かつては国際A級ライセンスを取得したほどの名ドライバーだった。

### デモン一族
ブラック・デモン
声 - 緒方賢一
デモン一族の首領。元は世界有数の大富豪だったが、いつしか世界征服の野心を抱くようになる。そしてそのために、太陽エネルギー・エンジンを狙っている。実は田淵錠の祖父。最終回ではエリックがタイガーチームに倒されると、基地デモン島ごと自爆して果てた。
クィーン・デモン / 田淵 ハルエ（たぶち ハルエ）
声 - 有馬瑞子
ブラック・デモンの娘にして側近。実は田淵錠の母である。かねてから太陽エネルギー・エンジンを狙っていたブラック・デモンによって、グランド・キャニオンにいた田淵博士と結婚し、錠を産んだが、しばらくして完成間近の太陽エネルギー・エンジンの研究一式を盗んで、父の元へ戻った（この事は、第16話で田淵博士の親友であるインディアン・オズマから錠に明かされた）。しかし息子を敵に回すのに苦悩する事になり、時々「覆面レーサー」として錠を助ける事がある。最終回、正体に感づいたエリックのマシーンに装備した「放射能ミサイル」で放射能を浴びてしまい、いつ果てるとも分からない体となり、父ブラックとも縁を切られる。そして一族が壊滅後、夕陽に向かってセンターマシンで突っ走る錠を崖の上から見ているだけで、錠との和解はしなかった。
エリック・ベルゲン
声 - 神谷明
デモン一族の指揮官。デモンレーサー達を指揮し、タイガーチームを襲わせる。普段はスーツ姿だが、指揮の時は仮面とマント付きのレーシングスーツを着用。銃を携帯しており、作戦失敗した部下はこれで抹殺する。最終回では自ら合体式マシーンのドライバーになって挑戦したが、ガッタイガーのチェーンソー攻撃でマシーンを切り裂かれ、爆発と同時に崖から墜落して果てた。

## 登場メカニック

### タイガーチーム
センターマシーン
「タイガーチーム」のリーダー・田淵錠が操縦するスーパーカー。前部とカセッター部分にミサイル発射装置が付いている。
ライトマシーン
「タイガーチーム」の紅一点・若月サチヨが操縦するスーパーカー。前部にミサイル発射装置がある。
レフトマシーン
後部にプロペラが付いたスーパーカー。操縦者はチームのサブリーダー・速水広樹。
アップマシーン
左右に大きなエンジンがある。サチヨの弟・克己が操縦するスーパーカー。
エンドマシーン
左右に伸縮自在のドリルが付いたスーパーカー。操縦者は五十嵐健。
ガッタイガー
「センターマシーン」「ライトマシーン」「レフトマシーン」「アップマシーン」「エンドマシーン」の5台のスーパーカーが合体して完成する巨大マシーン。チェーンソー・ジャッキ・ミサイル・スパイクホィールなどの武器を駆使し、デモン一族のスーパーカーと闘う。
キャリアジェット
ガッタイガーや各マシーンを運ぶために開発された輸送機。

### デモン一族
エリックのマシン
一族の指揮官であるエリック・ベルゲンが乗る。指揮官用なので武装されていない。エリックの足としてだけでなく、レースカーとしても使用。
覆面レーサーのマシン
謎の覆面レーサー（実はクィーン・デモン）が使用。
デモンカー
一族の戦闘員・デモンレーサー用の量産型レースカー。フロント左右の突起を槍のように伸ばして攻撃する。他の武器は、本体両脇から出すカッターと、突起に内蔵されているガトリング銃。
デモンジェット機
主にクィーンが操縦。爆弾と機銃が武器。垂直離着陸も可能。
デモン移動基地
ヒトデの形をした、一族の空中要塞。クィーンやエリックが乗る。デモンマシン等や要員を目的地まで運ぶのが目的。水中航行も可。
デモン島
一族の本拠地である孤島。島には外環道路が有り、デモンマシンのテストコースとなっている。

## スタッフ
参照：アニメージュ編集部 編『THE ART OF JAPANEE ANIMATION1 TVアニメ25年史』徳間書店〈ジ・アートシリーズ14〉、1988年12月1日、74頁。
- ナレーター - 仲木隆司
- 原作 - 千秋ひとし（漫画 - 今道英治、小学館刊『てれびくん』掲載）
- 企画 - 馬嶋満
- プロデューサー - 池田誠（永和）、渡辺静人（日本経済広告社）、柳沢隆行（東京12CH）
- 脚本 - 馬嶋満、陶山智、富田祐弘、山崎晴哉、桂真佐喜、松本元
- チーフディレクター - 高橋資祐
- アシスタントディレクター - 細野正
- 演出・絵コンテ - 高橋資祐、大河亜佳、井内秀治、村井務、鷹嶺ひさし、鈴木慎一郎、日下部勇、風野又三郎、中野健治 ほか
- 作画監督 - 山口士朗（村田四郎）ほか
- キャラクターデザイン - 山口士朗、金山明博（敵側キャラクター[3]）
- メカニックデザイン - デザインオフィスメカマン
- 美術 - デザインオフィスメカマン
- 美術設定 - 中村光毅
- 特殊効果 - たなか孝夫 ほか
- 撮影 - 菅谷信行 ほか
- 編集 - 米内山順子 ほか
- 現像所 - 東京現像所
- 音楽 - 石川皓也
- 録音調整 - 小出良助
- 音響制作 - アーツ・プロ
- 製作 - 永和、日本経済広告社、東京12チャンネル

## 主題歌
オープニングテーマ - 「ガッタイガーの歌」
作詞 - 馬嶋満 / 作曲 - 小林亜星 / 編曲 - 高田弘 / 歌 - 上條恒彦
エンディングテーマ - 「愛は傷あと」
作詞 - 馬嶋満 / 作曲 - 小林亜星 / 編曲 - 高田弘 / 歌 - 上條恒彦
これらを収録したEP盤が、ポリドール・レコードから発売された。エンディングテーマがA面曲、オープニングテーマがB面曲となっている。後に2曲とも、CDとして復刻された。

## 各話リスト
1. 運命のビッグレース（前）
2. 運命のビッグレース（後）
3. 危うし! レッドタイガー
4. 恐怖のコンドル・マシン
5. ちっちゃい勇者
6. 死の谷のアパッチ
7. 深夜のマンハッタン・レース
8. 謎の覆面レーサー
9. 栄光のロッキー縦走レース
10. 悪魔のF1レーサー
11. 怒りのガッタイガー
12. 錠の暗殺命令
13. 恐怖のファッション・ショー
14. 栄光なきデッド・ヒート
15. 失われた旅路
16. 母さん! その人の名は
17. 友情のコンビネーション
18. 恐怖のオーロラ実験
19. 恐怖の陰謀
20. エリックの黒い罠
21. 闘え! 夢をのせて
22. 走れ! 夢の彼方へ
23. 皆殺しのアンコール・ラプラ
24. 突破せよ・死のジャングル
25. 飛べ! 愛の翼
26. 太陽に向かって突っ走れ!

## 放送局
- 東京12チャンネル （現・テレビ東京)：火曜 19:30 - 20:00（制作局）
- 北海道文化放送（先行ネット）：日曜 11:00 - 11:30（1977年10月2日 - 1978年3月26日）[4]
- テレビ岩手（1982年に放送）：土曜 6:15 - 6:45[5]
- 秋田テレビ：火曜 17:00 - 17:30[6]
- 山形テレビ：木曜 17:30 - 18:00[7]
- 東北放送：金曜 17:00 - 17:30[8]
- 福島テレビ（1983年に放送）：月曜 - 金曜 6:00 - 6:30[9]
- 新潟放送：月曜 17:30 - 18:00[10]
- 富山テレビ：火曜 17:00 - 17:30[11]
- 西日本放送：土曜 16:55 - 17:25[12]
- 長崎放送：月曜 16:50 - 17:20（1978年7月24日放送開始[12][13]）

## 商品展開
タカトク（後のタカトクトイス）から、Z合金シリーズで、5台合体を再現したデラックス版の大箱セット「合金 コンビネーションゴー」と5台のマシーンの単品版、およびスタンダードサイズが発売された。
ショウワノートからは、ぬり絵などの文具類やパズルが発売された。